# Klippens kraftstation
Klippens kraftstation är ett vattenkraftverk i den övre delen av Ume älv. I kraftstation tillvaratas 65 m fallhöjd mellan den befintliga regleringsdammen Över-Uman och Ahasjön vid Hemavan. Vattnet leds från intaget i Över-Uman genom en 8 km lång tunnel till en bergförlagd kraftstation strax norr om samhället Klippen och vidare genom en ca 3 km lång avloppstunnel och kanal tillbaka älven. Kraftverket byggdes åt Vattenfall av det helägda dotterbolaget Kraftbyggarna. Bygget startade 1990 och slutfördes 1994. I augusti 2000 köpte Skellefteå Kraft kraftverket av Vattenfall tillsammans med flera andra kraftverk.

## Byggnation
Genom att tillopps och avlopps tunnlarna borrades med en fullortsborrmaskin som lämnade släta tunnelväggar kunde tunnlarna utföras med mindre tvärsnitt jämfört med en sprängd tunnel utan att strömningsförlusterna ökade. Den hårda berggrunden krävde en kraftig borrmaskin men gav också fördelar som minimal vatteninträngning och bra möjligheter för maskinen att ta spjärn i berget. Bergmassorna från borrningen användes som fyllnadsmassor vid utbyggnaden av Hemavans flygplats.